# Янгихаётский район
Янгихаётский район (узб. Yangihayot tumani / Янгиҳаёт тумани) — административно-территориальная единица города Ташкента.

## История
В мае 2020 года во время визита президента Узбекистана Шавката Мирзиёева в Зангиатинский район Ташкентской области и Сергелийский район Ташкента, он предложил создать новый район. В июле того года депутаты одобрили эту инициативу.

## Территория
Площадь района при образовании равна 4419,6 гектаров (2020). На данной территории имеются 115 промышленных предприятий, 277 предприятий по оказанию услуг, 1 148,8 га сельскохозяйственных угодий и 388,8 га приусадебных земель населения.